# Ilha dos Frades
Ilha dos Frades är en ö i Brasilien.   Den ligger i delstaten Bahia, i den östra delen av landet, 1 100 km öster om huvudstaden Brasília.